# Giovanni Battista Piazzetta

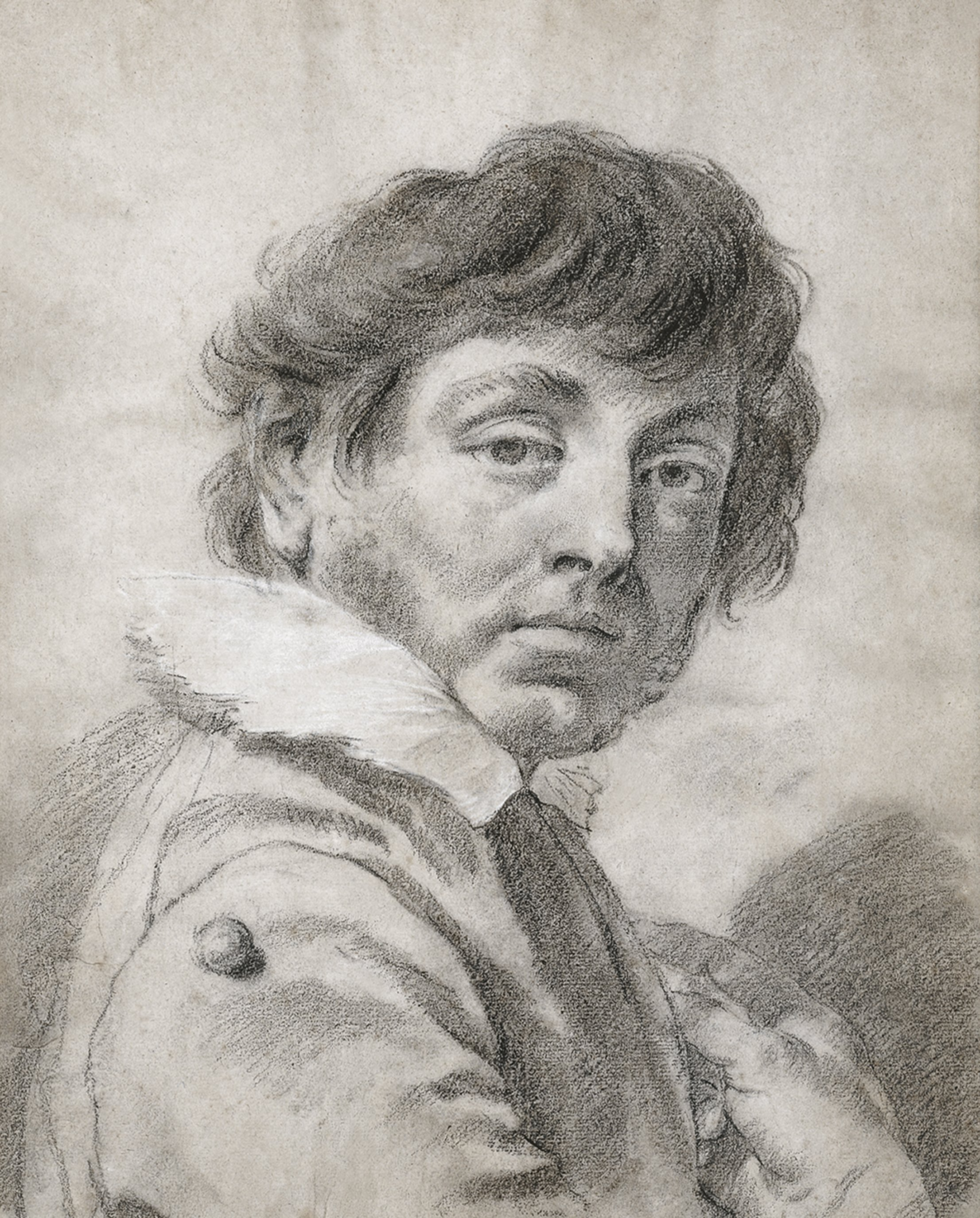
Selbstporträt von Giambattista Piazzetta, Holzkohle und Bleiweiß (?) auf Papier, 39,4 × 31,3 cm, Museo Thyssen-Bornemisza, Madrid

Giovanni Battista oder Giambattista Piazzetta (auch: Piazetta, Giambattista Valentino Piazzetta; * 13. Februar 1682 in Venedig; † 29. April 1754 ebenda) war ein italienischer Maler, Zeichner und Radierer des Spät-Barock und Rokoko.
Er gilt als einer der angesehensten venezianischen Künstler des 18. Jahrhunderts, insbesondere seine Genreszenen, sowie religiöse und mystische Motive waren richtungsweisend für die venezianische Malerei des Settecento.

## Leben

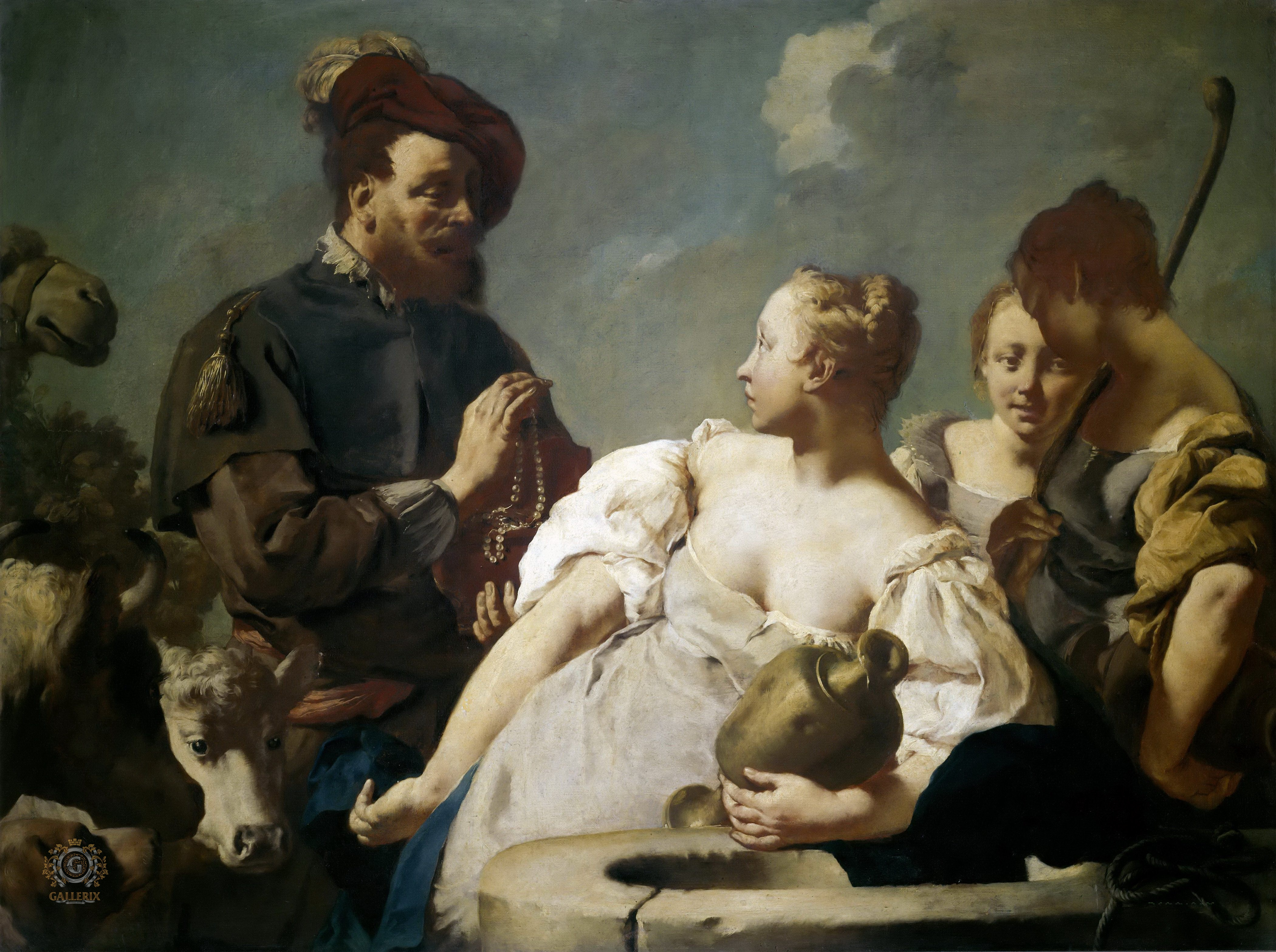
Rebecca am Brunnen, um 1740, Öl auf Leinwand, 102 × 137 cm, Pinacoteca di Brera, Mailand

Giambattista wurde am 13. Februar 1682 in Venedig geboren und drei Tage später in der Gemeindekirche San Felice getauft. Nach Longhi (1762) erhielt er eine erste künstlerische Ausbildung in der Werkstatt seines Vaters Giacomo Piazzetta, ein Holzschnitzer und Bildhauer, der ursprünglich aus Pederobba bei Treviso stammte und die Schränke und Holzdecke der Bibliothek von Santi Giovanni e Paolo geschaffen hat. In einem Brief von 1744 bezeichnete Giambattista Piazzetta selber allerdings den Maler Silvestro Manaigo als seinen ersten Meister („mio primo maestro“). Später wechselte er zu Antonio Molinari († 1704), von dem er bereits eine erste Prägung in einem tenebristischen Chiaroscuro erhielt, das für seine Malerei grundsätzlich bestimmend bleiben sollte.
Wahrscheinlich um 1703 ging Piazzetta nach Bologna, wo er die Werke der Carracci und besonders von Guercino studierte und nach Luigi Lanzi (1795–96, S. 208) in die Werkstatt von Giuseppe Maria Crespi eintrat; diese Information ist allerdings bisher nicht dokumentarisch gesichert. 1711 ist Piazzetta wieder zurück in Venedig, wo er sich in die fraglia einschrieb und den Rest seines Lebens verbrachte.

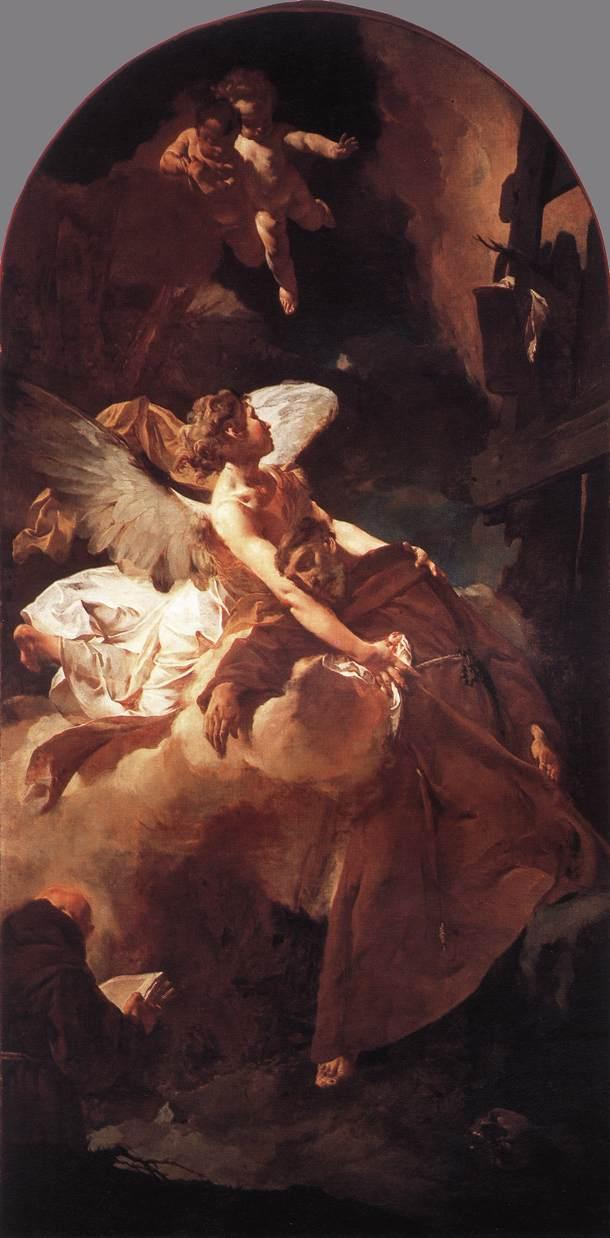
Ekstase des hl. Franziskus, 1729, Öl auf Leinwand, Palazzo Chiericati, Vicenza

Seiner Frühzeit können nur wenige Werke sicher zugeordnet werden, insbesondere die beiden Gemälde Der Tod des Abel und Der gute Samariter, die 1740 von Marschall Johann Matthias von der Schulenburg erworben wurden (beide heute in Privatbesitz) und die Piazzetta selber im Inventar des Marschalls seiner „prima maniera“ zuschrieb. In diesen Werken scheint er mehr von Carlo Cignani und Federico Bencovich beeinflusst als von Crespi.
1718–19 malte er eine Madonna mit Kind und Schutzengel, die ursprünglich für die Scuola dell’Angelo Custode in Venedig bestimmt war, aber dann für 120 Dukaten von Zaccaria Sagredo gekauft wurde (Fragment heute im Institute of Arts, Detroit). Laut Mariuz (1982) könnte auch das Bild Susanna und die Alten der Uffizien (Florenz) in den 1710er Jahren entstanden sein.
Es ist bekannt, dass Piazzetta sehr langsam arbeitete und jeweils Jahre für die Vollendung seiner Gemälde brauchte. Eine Chronologie seiner Werke ist wie gesagt nicht ganz einfach.
Zu seinen datierbaren Werken gehört das Martyrium des hl. Jakobus in San Stae, das zwischen 1722 und 1724 entstand, neben weiteren Apostelbildern, die zur selben Zeit in einer Art künstlerischem Wettstreit von den zwölf bekanntesten Malern Venedigs gemalt wurden, darunter auch Sebastiano Ricci, Antonio Balestra, Giovanni Antonio Pellegrini, Giambattista Pittoni sowie der junge Tiepolo.
Am 22. November 1724 heiratete Piazzetta Rosa Muzzioli, deren Mutter sich drei Jahre zuvor noch dieser Heirat widersetzt hatte, aber schließlich am 1. August des Jahres ihre Einwilligung gab. Das Paar hatte sieben gemeinsame Kinder: darunter Giacomo Giusto (1725), Barbara (1728) und Marianna (1744).

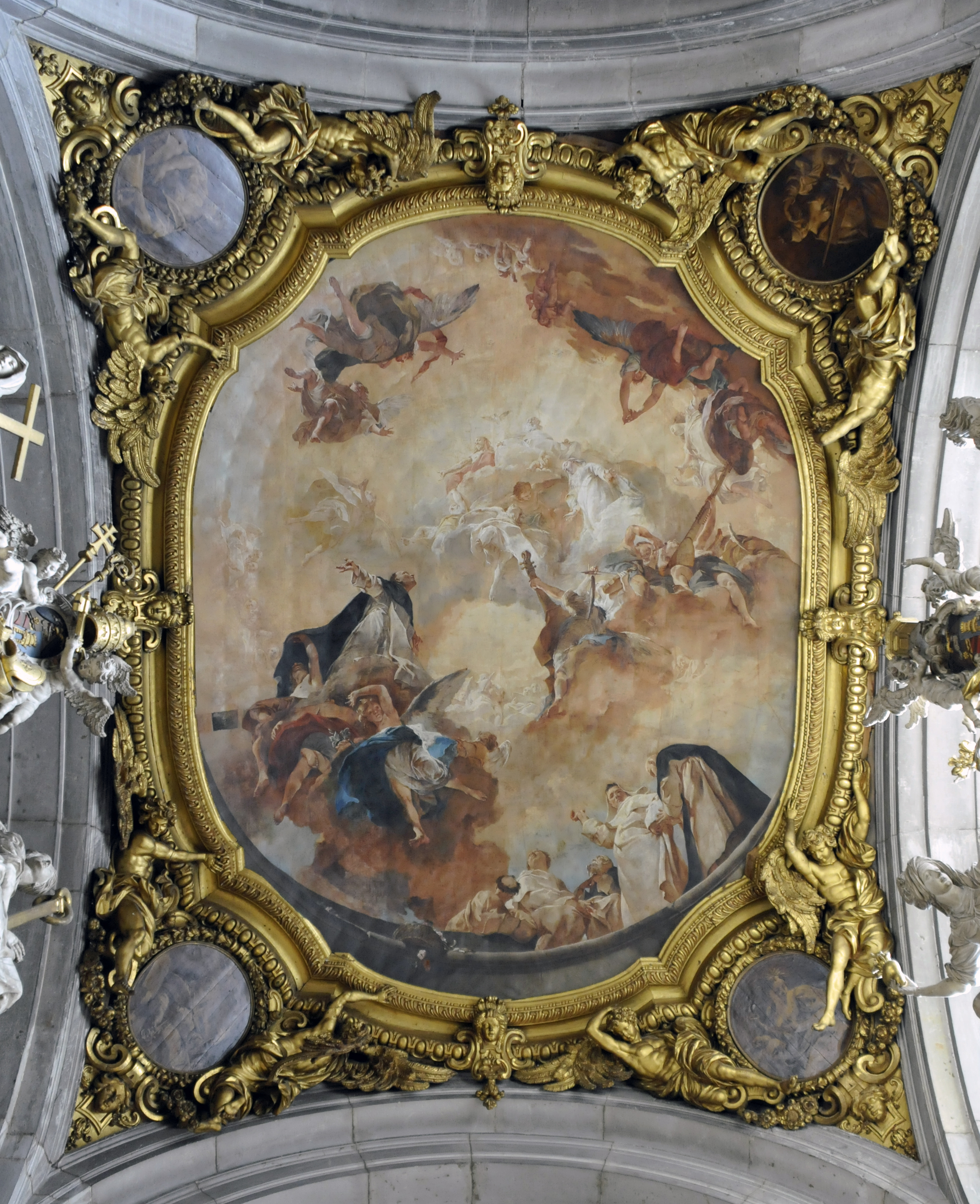
Deckengemälde Apotheose des hl. Dominikus, 1727, Öl auf Leinwand, Santi Giovanni e Paolo, Venedig

Weitere bedeutende Werke Piazzettas in den 1720er Jahren waren Die Madonna erscheint dem hl. Filippo Neri (1726) für die Kirche Santa Maria della Consolazione (genannt S. Maria della Fava), von der es mehrere Repliken oder Kopien gibt (Residenzgalerie, Salzburg; National Gallery, Washington; Privatsammlung), und sein einziges, 1727 vollendetes Deckengemälde (in Öl auf Leinwand) Apotheose des hl. Dominikus für die Kapelle des genannten Heiligen in Santi Giovanni e Paolo (Abb. rechts). Beide Darstellungen sind für Piazzetta ungewöhnlich hell, von einem „gleißenden“, visionären Licht regelrecht überflutet. Eine ebenfalls außergewöhnliche, aber in dunklen Tönen gehaltene Ekstase des hl. Franziskus für die Chiesa dell’Araceli in Vicenza wird um 1729 datiert (Abb. oben).
1727 wurde er ehrenhalber als Mitglied in die Accademia Clementina von Bologna aufgenommen.
Nach Ansicht seiner frühen und modernen Biografen änderte sich Piazzettas Stil in den 1730er Jahren und wurde etwas heller, weicher und weniger streng, obwohl er wie gesagt schon zuvor einige lichtdurchflutete religiöse Visionen gemalt hatte. Als Beispiel für diesen Wandel nannte schon Giambattista Albrizzi (1760) die Himmelfahrt Mariä im Louvre (Paris; Abb. unten), die ursprünglich im Auftrag des Kölner Erzbischofs Clemens August für den Teutonischen Orden in Sachsenhausen (Frankfurt am Main), entstand. Das Bild wurde 1736 zur allgemeinen Bewunderung auf der Piazza San Marco ausgestellt, bevor Piazzetta es nach Deutschland schickte. Auch von diesem Bild existieren Kopien (u. a. in der Alten Pinakothek, München).

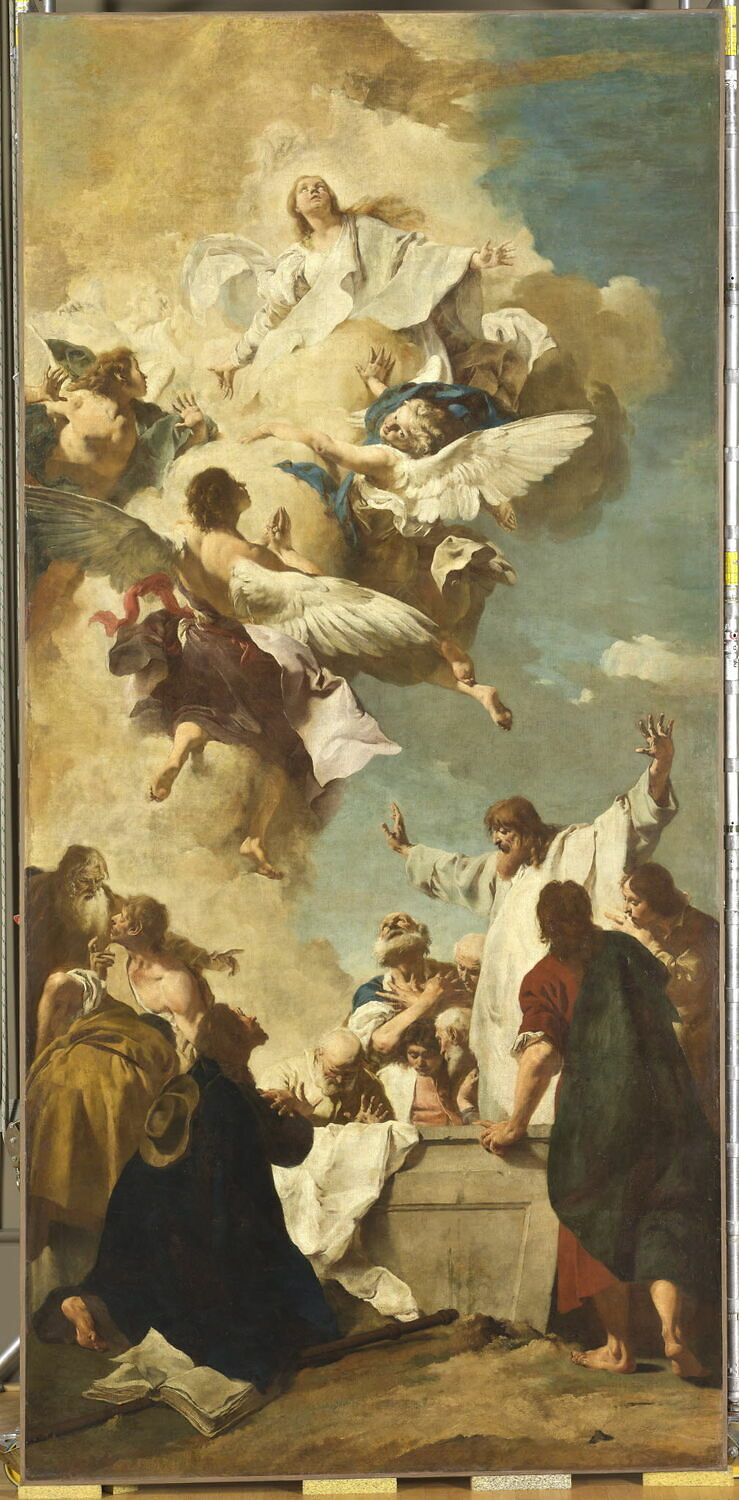
Giambattista Piazzetta, Himmelfahrt Mariae (1735), Öl auf Leinwand, 517 × 245 cm, (urspr. für die Kirche in Frankfurt-Sachsenhausen) Louvre, Paris

Andere Beispiele für diesen neuen, etwas weicheren, rokokohaften Stil sind die für einen Privatkunden gemalte berühmte Rebekka am Brunnen (Pinacoteca di Brera, Mailand) und das Altarbild für die venezianische Kirche Santa Maria del Rosario (genannt Chiesa dei Gesuati) mit den Heiligen Vinzenz Ferrer, Hyazinth und Ludovico Bertrando (1737–38).
Piazzetta wiederholte oft seine Kompositionsschemata. Ein gutes Beispiel sind die zwischen 1739 und 1744 gemalte Madonna mit Heiligen für die Gemeindekirche von Meduno, und eine kompositorisch ähnlich aufgebaute für Sant’Andrea in Cortona (heute in der Kirche San Filippo, Cortona).
Als eins seiner Meisterwerke gilt die Enthauptung des Täufers für die Basilica di Sant’Antonio in Padua, die er zwischen 1737 und 1745 schuf und wo er eine Dramatik entwickelt, die einigen Autoren als typisch für das Spätwerk gilt.
In den 1740ern häuften sich auch Aufträge für private Mäzene und internationale Kunden, darunter einige berühmte „Pastoralen“, wie die ebenfalls berühmte Wahrsagerin in der Accademia in Venedig und zwei ursprünglich für den oben erwähnten Marschall von Schulenburg gemalte Bilder: Die Pastorale (heute: Art Institute, Chicago) und der Ländliche Spaziergang (oder Idylle am Strand; Wallraf-Richartz-Museum, Köln). Die etwas geheimnisvolle Ausstrahlung einiger dieser Bilder hat moderne Autoren immer wieder zu Deutungsversuchen angeregt. Für den Marschall von Schulenburg war Piazzetta ab 1738 auch als eine Art Kunsthändler und -berater tätig und erstellte 1741 ein vollständiges Inventar von dessen Sammlung, mit Randbemerkungen, die Piazzettas eigenen Geschmack und Vorlieben verraten. In Schulenburgs Kollektion befand sich auch Piazzettas Junger Bettler (heute: Art Institute, Chicago) und verschiedene Zeichnungen von volkstümlichen Charakterköpfen, die sich seinerzeit enormer Beliebtheit erfreuten und von denen sich eine große Zahl erhalten hat, teilweise allerdings wahrscheinlich auch als Kopien aus Piazzettas Werkstatt.
Als August III. Anfang der 1740er Jahre seine Dresdner Kunstsammlung durch die aktuellsten und besten Venezianer bereichern wollte, wurde durch Vermittlung von Francesco Algarotti neben Tiepolo, Pittoni und Amigoni auch Piazzetta ausgewählt, der dazu das Gemälde Caesar in einer Grotte der Insel Farmacura, von Korsaren vorgeführt (um 1745) beisteuerte. 1745–46 erhielt er von Chiara Pisani Bezahlungen für seine als besonders ausdrucksvoll geltende Darstellung Alexander vor dem Leichnam des Darius (Ca’ Rezzonico, Venedig). Der gleichen Zeit wird der Mucius Scaevola in der Ca’ Barbaro (Venedig) zugeordnet, ebenso wie eine Immaculata für die Kapuzinerkirche von Parma (heute Galleria nazionale) und eine Himmelfahrt Mariä für die Sankt-Jakobskirche in Zbraslav bei Prag.

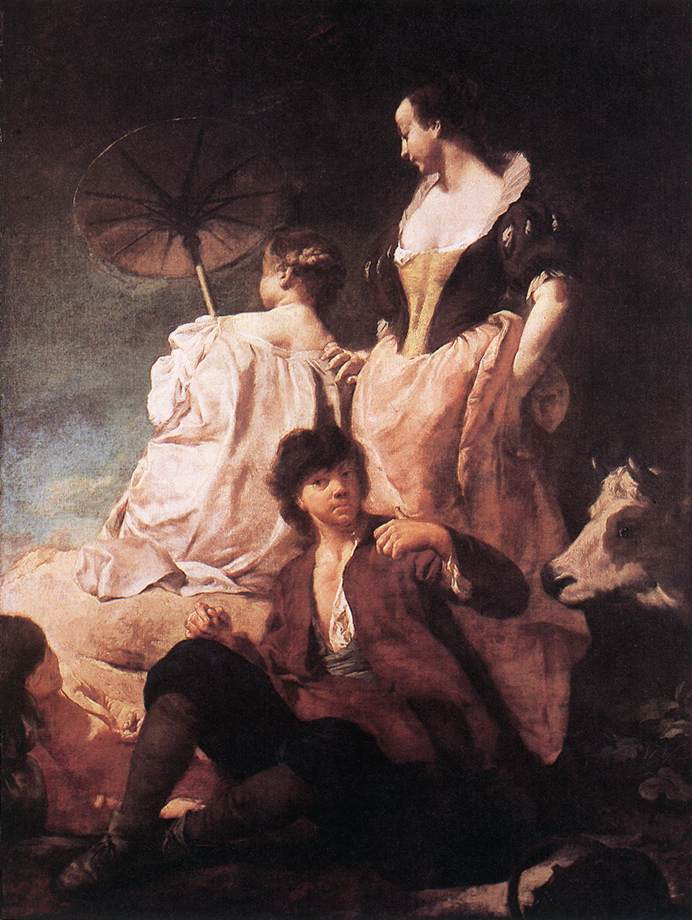
Idylle am Strand (Ländlicher Spaziergang), 1741, Öl auf Leinwand, 197 × 146 cm, Wallraf-Richartz-Museum, Köln

1750 wurde Piazzetta zum Direktor der Accademia di belle arti von Venedig ernannt (Longhi, 1762). Aus demselben Jahr stammt sein Opfer der Iphigenie (Pinacoteca civica, Cesena). In den Werken der letzten zehn Jahre des Künstlers macht sich eine stärkere Mitwirkung seiner Werkstatt bemerkbar und nach Meinung einiger Autoren auch eine gewisse „Müdigkeit“, die z. B. von Pallucchini (1934 und 1956) als „trockener Akademismus“ betrachtet wurde.
Seine letzten Gemälde mussten von seinen Schülern vollendet werden: Die Visitation in Santa Maria della Pietà (Venedig) von Giuseppe Angeli, und das Altarbild der Kirche San Salvador mit dem Hl. Bischof Nikolaus, Leonhard und dem seligen Arcangelo Canetoli von Domenico Maggiotto. Weitere Schüler Piazzettas waren Francesco Capella, genannt „il Daggiù“, Egidio dall’Oglio, und Antonio Marinetti, genannt „il Chiozzotto“. Nicht gesichert ist, ob auch Giulia Lama, von der Piazzetta um 1715–20 ein bedeutendes Porträt malte, seine Schülerin war oder ob die beiden nur eine freundschaftliche und wertschätzende Kollegialität verband.
Neben seiner malerischen Tätigkeit schuf Piazzetta viele zeichnerische Vorlagen für Publikationen, wie Illustrationen zu einer Ausgabe der Oeuvres von Jacques Bénigne Bossuet (Albrizzi, 1736). Um 1742 zeichnete er eine von Marco Pitteri veröffentlichte Serie von fünfzehn Köpfen von Christus, der Jungfrau Maria, Gottvater und den Aposteln, und eine Serie von fünfzehn von Giovanni Cattini in Kupfer gestochenen „natürlichen Köpfen“, die auf Initiative des englischen Konsuls Joseph Smith von Giambattista Pasquali 1743 unter dem Titel Icones ad vivum expressae publiziert wurden. Als Meisterwerk ihrer Art galten von Anfang an Piazzettas Illustrationen zu einer Ausgabe von Torquato Tassos Gerusalemme liberata, die 1745 von Albrizzi veröffentlicht wurde. Dazu sind zahlreiche Vorstudien erhalten (Biblioteca Reale, Turin; und Eremitage, Sankt Petersburg).
Trotz der vielen Aufträge geriet Piazzetta mit seiner Familie in seinen letzten Lebensjahren in einen „Zustand der Bedürftigkeit“, bezeugt durch zahlreiche Bittschriften der Familie an den Dogen von Venedig. Giambattista Piazzetta starb am 29. April 1754 in seiner Wohnung am Ponte dei Saloni bei San Gregorio und wurde in der Kirche Santa Maria della Consolazione (genannt „della Fava“) im Familiengrab des Giambattista Albrizzi bestattet.

## Würdigung

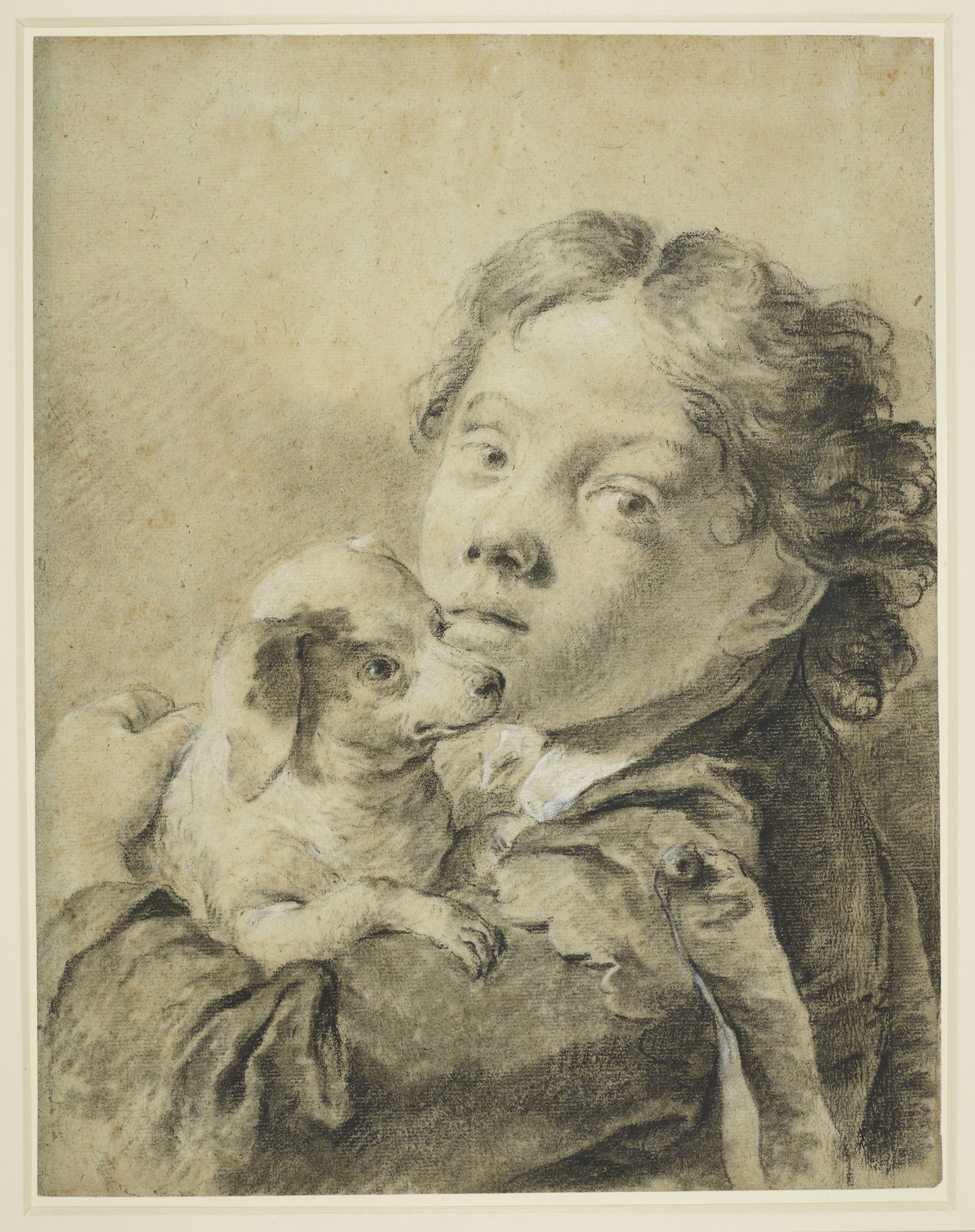
Kleiner Junge mit Hündchen, um 1740, schwarze und weiße Kreide auf Papier, Royal Collection

Piazzetta gilt als einer der bedeutendsten Vertreter des venezianischen Settecento, der Malerei des 18. Jahrhunderts. Anders als sein jüngerer Kollege Tiepolo malte er ausschließlich in Öltechnik, auch sein einziges Deckengemälde (Apotheose des hl. Dominikus, siehe oben) ist kein Fresko, sondern ein Ölgemälde, wie es einer alten venezianischen Tradition entsprach. Typisch für den Künstler ist ein starkes Chiaroscuro (Helldunkel-Kontraste), das sich an den Tenebrismus des 17. Jahrhunderts anschließt, aber für seine Zeit ungewöhnlich war. Seine Farbpalette ist begrenzt, mit einem Schwerpunkt auf Tönen zwischen Weiß, Ocker und Schwarz; andere Farben, wie Blau, Himmelblau und Gelb, sowie Rot und Rosa, werden zurückhaltend und meist in dezenten Tönen eingesetzt. Wie bereits oben angedeutet, lassen sich jedoch verschiedene Stilphasen unterscheiden und schon seine frühen Biografen bemerkten eine dem Rokoko entsprechende Aufhellung seiner Palette und eine duftigere Malweise vor allem ab den 1730er Jahren, ohne dass sein Kolorit je die farbenfrohe „Buntheit“ seiner Zeitgenossen Sebastiano Ricci, Giovanni Antonio Pellegrini, Giambattista Pittoni oder Tiepolo angenommen hätte.
Von Piazzetta sind viele Zeichnungen erhalten, die nicht nur als Vorstudien dienten, sondern als eigenständige Kunstwerke galten, die man an der Wand präsentierte. Das gilt besonders für seine Charakterköpfe, die mehr noch als seine Gemälde eine ausgeprägt psychologische Begabung erweisen, von spontaner Wirkung sind und sublim die verschiedensten Gefühlsregungen einfangen.
Zu den Künstlern dieser Epoche, die maßgeblich durch das Werk Piazzettas geprägt wurden, gehörten insbesondere Tiepolo und Giulia Lama, aber auch Francesco Guardi. Tiepolo übernahm allerdings nur in seinem Frühwerk Piazzettas Vorliebe für dunkle Töne und Schatten.

## Bildergalerie

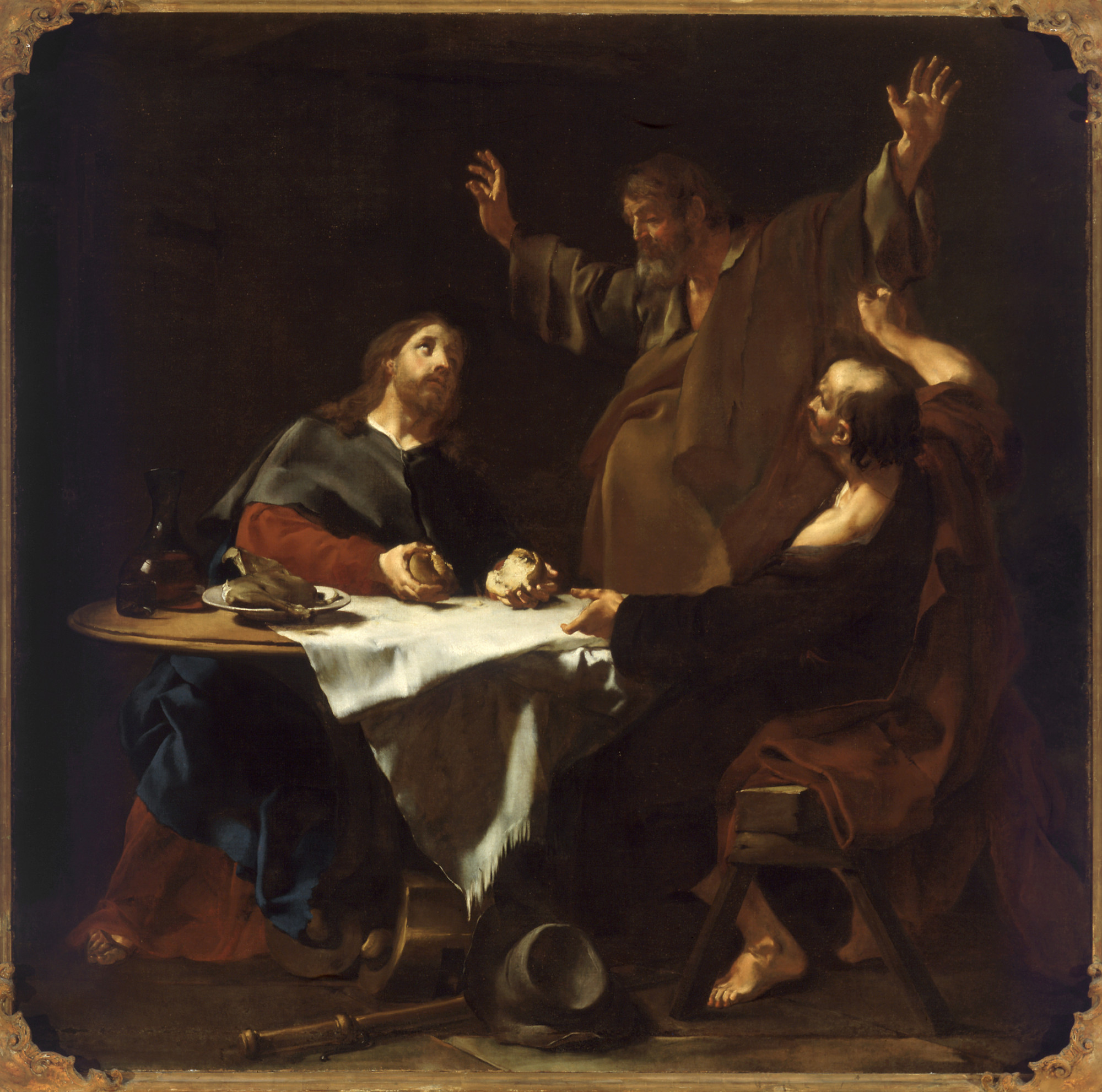
Gastmahl in Emmaus, ca. 1710–20 (?), Öl auf Leinwand, 234 × 238 cm, Musei Civici, Padua
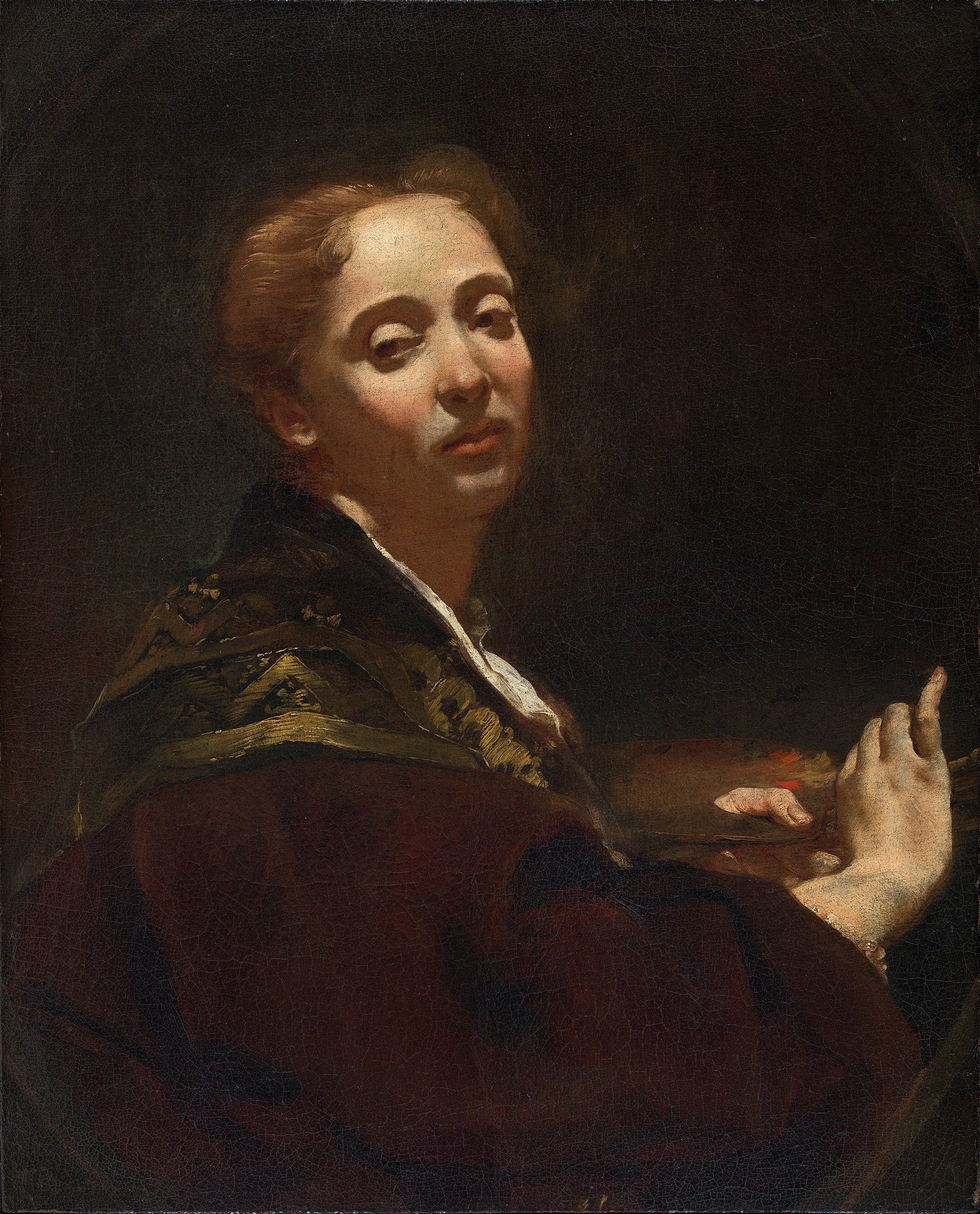
Porträt der Giulia Lama, ca. 1715–20, Öl auf Leinwand, 69,4 × 55,5 cm, Museo Thyssen-Bornemisza, Madrid
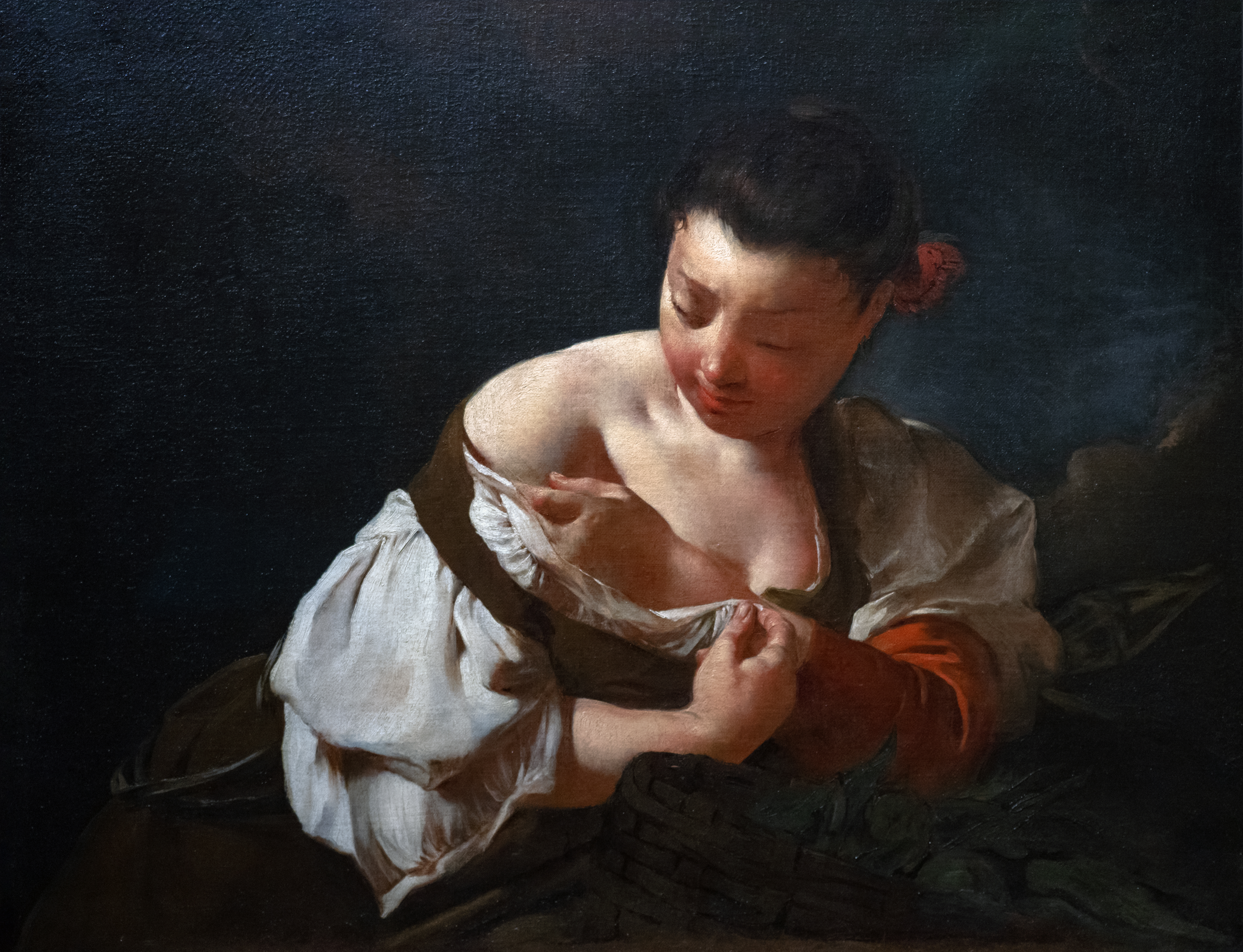
Bäuerin, die sich kratzt, 1720–25, Öl auf Leinwand, 74,6 × 96,5 cm, Museum of Fine Arts, Boston
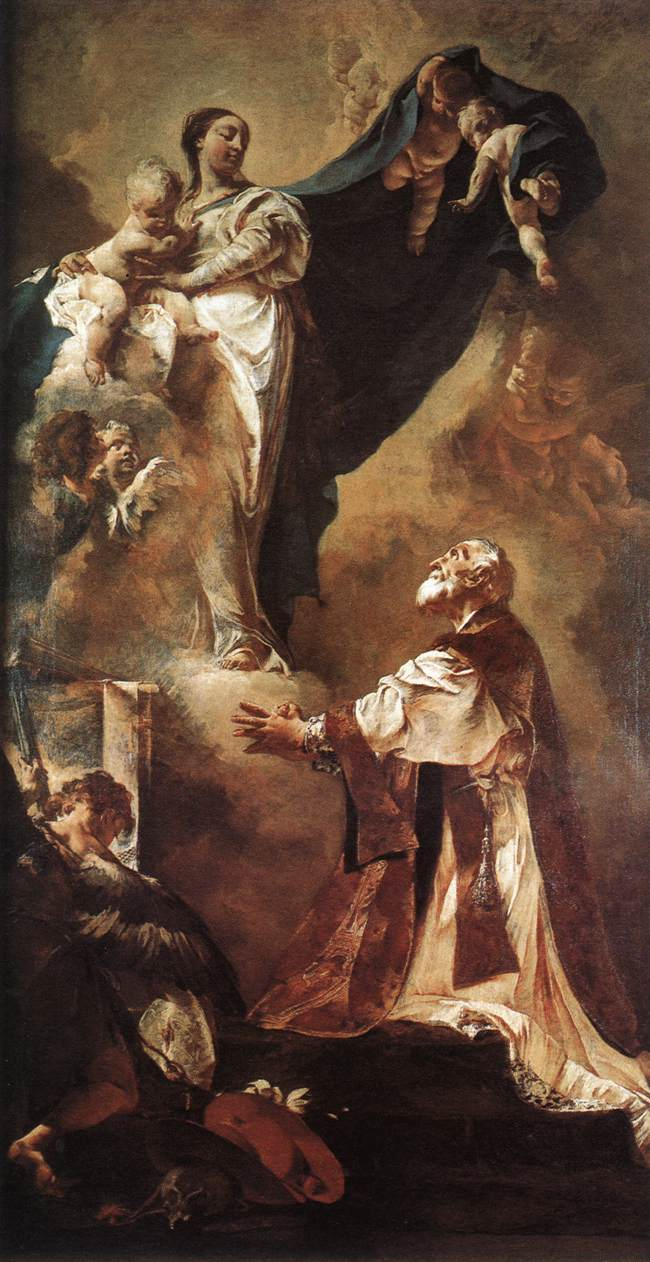
Die Madonna erscheint dem hl. Filippo Neri, 1725, Öl auf Leinwand, 367 × 200 cm, Santa Maria della Fava, Venedig
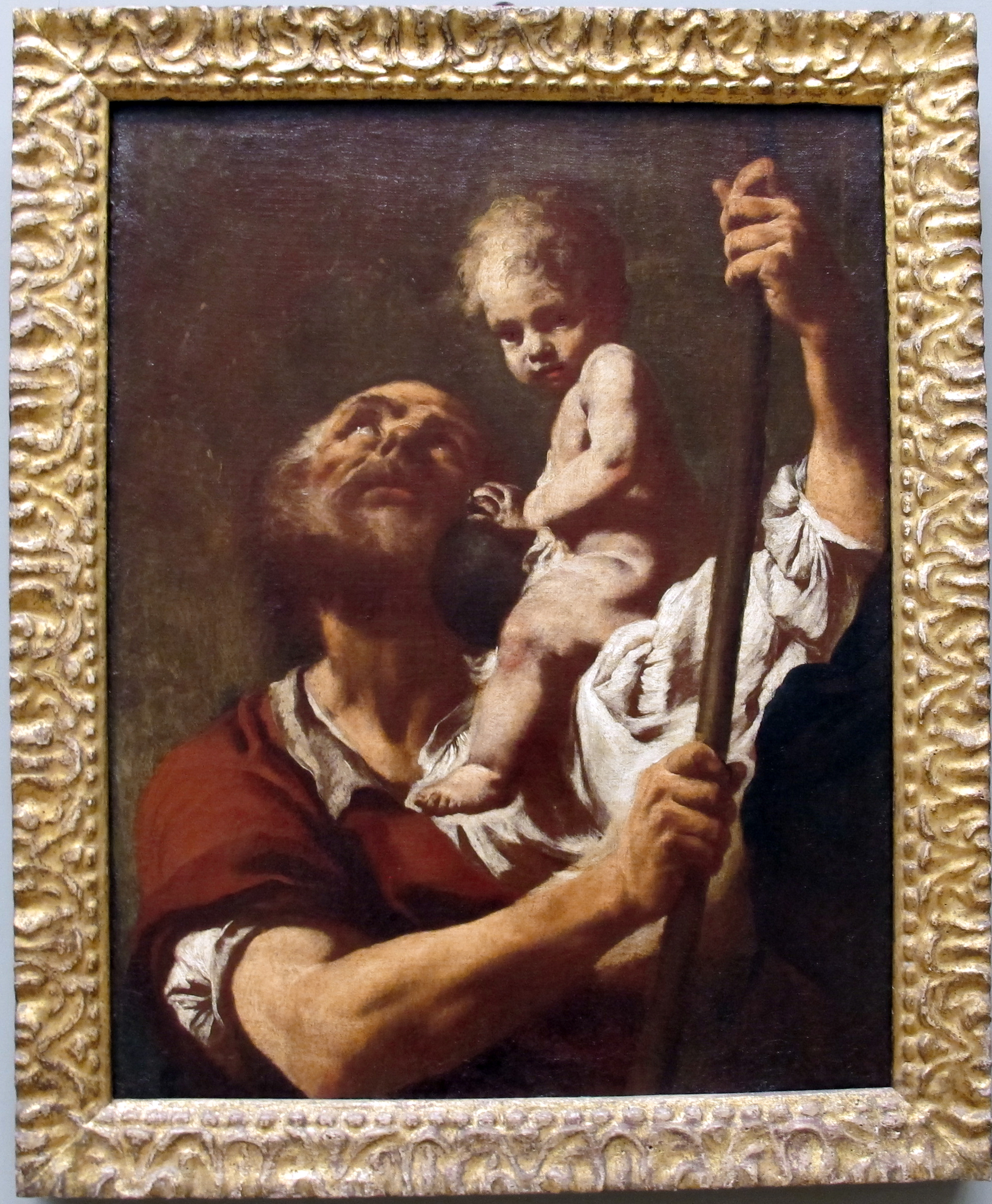
Der hl. Christophorus mit dem Jesuskind, 1730–40, Öl auf Leinwand, Metropolitan Museum, New York
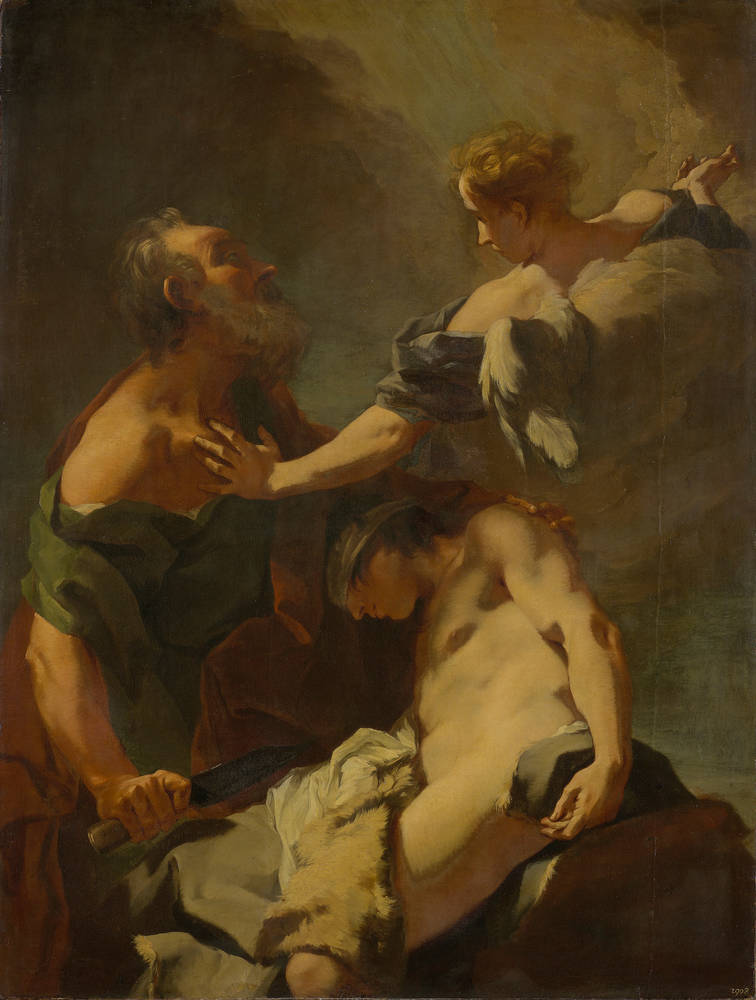
Das Opfer Abrahams, 1730–35, Öl auf Leinwand, 153 × 115 cm, Galerie Alte Meister, Dresden
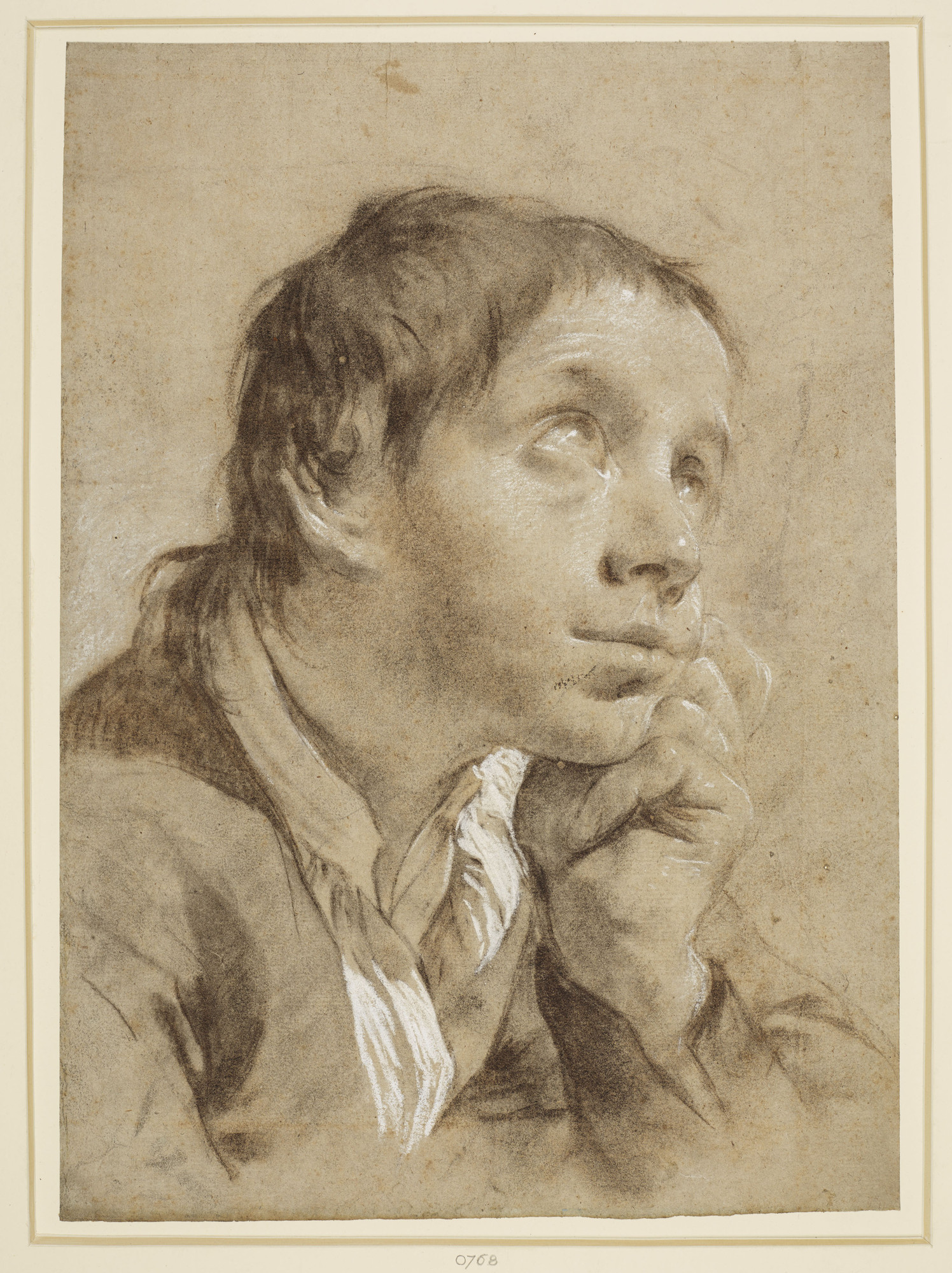
Kopf eines Jungen, ca. 1730–50, Kreide auf Papier, Royal Collection
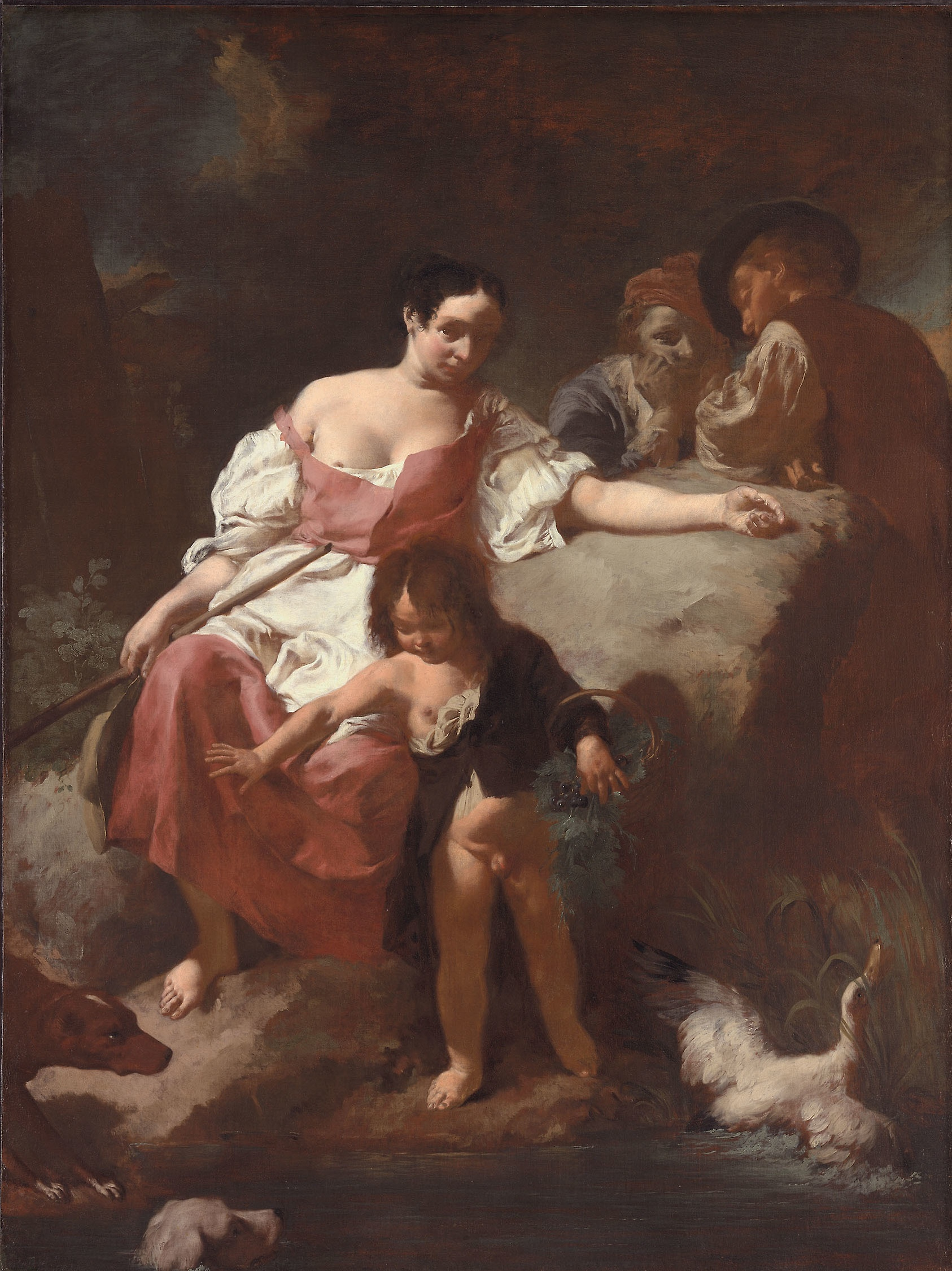
Hirtenszene (Pastorale), 1740, Öl auf Leinwand, 191,8 × 143,0 cm, Art Institute of Chicago
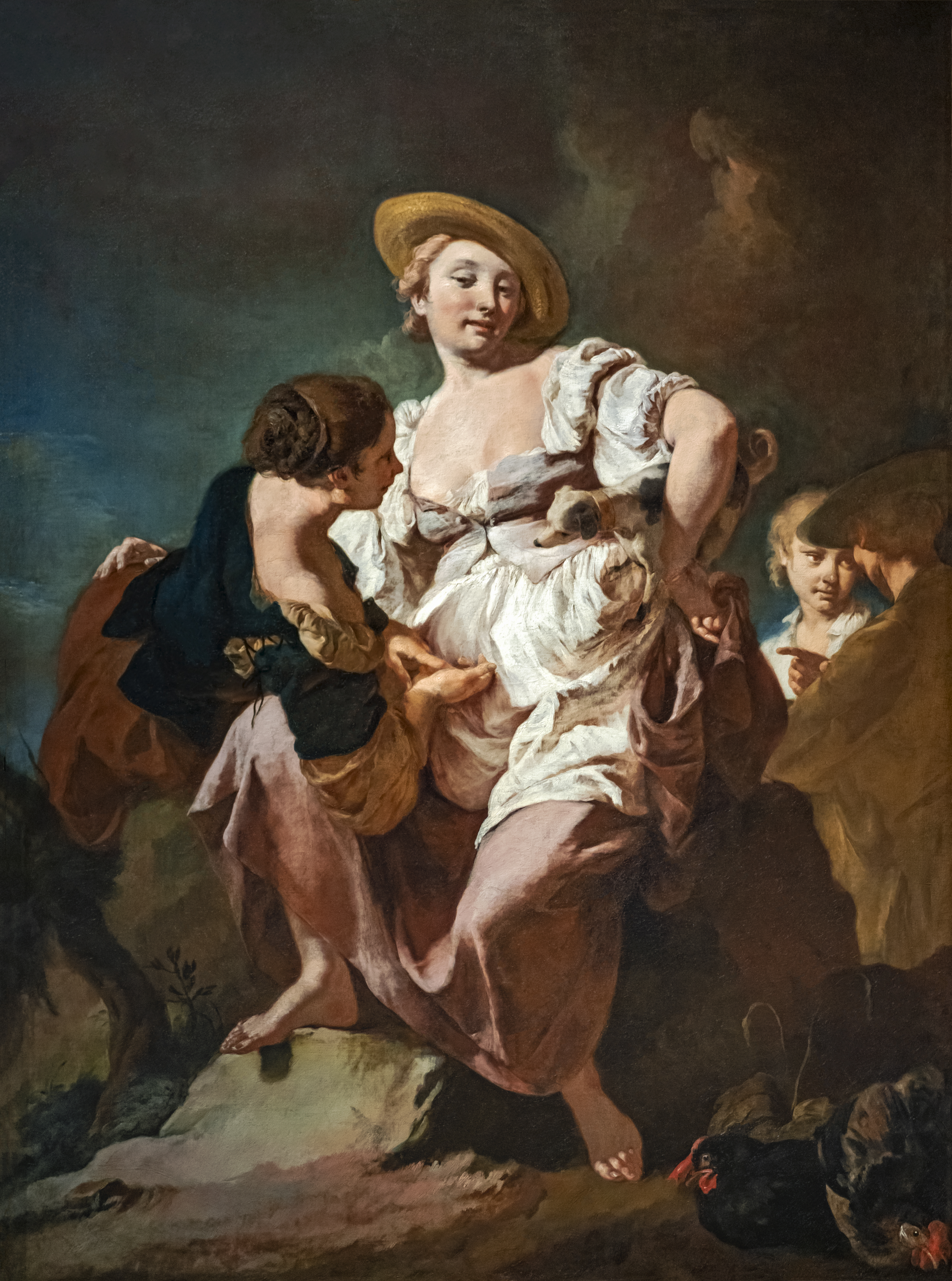
Die Wahrsagerin, 1740–45, Öl auf Leinwand, 154 × 114 cm, Accademia, Venedig
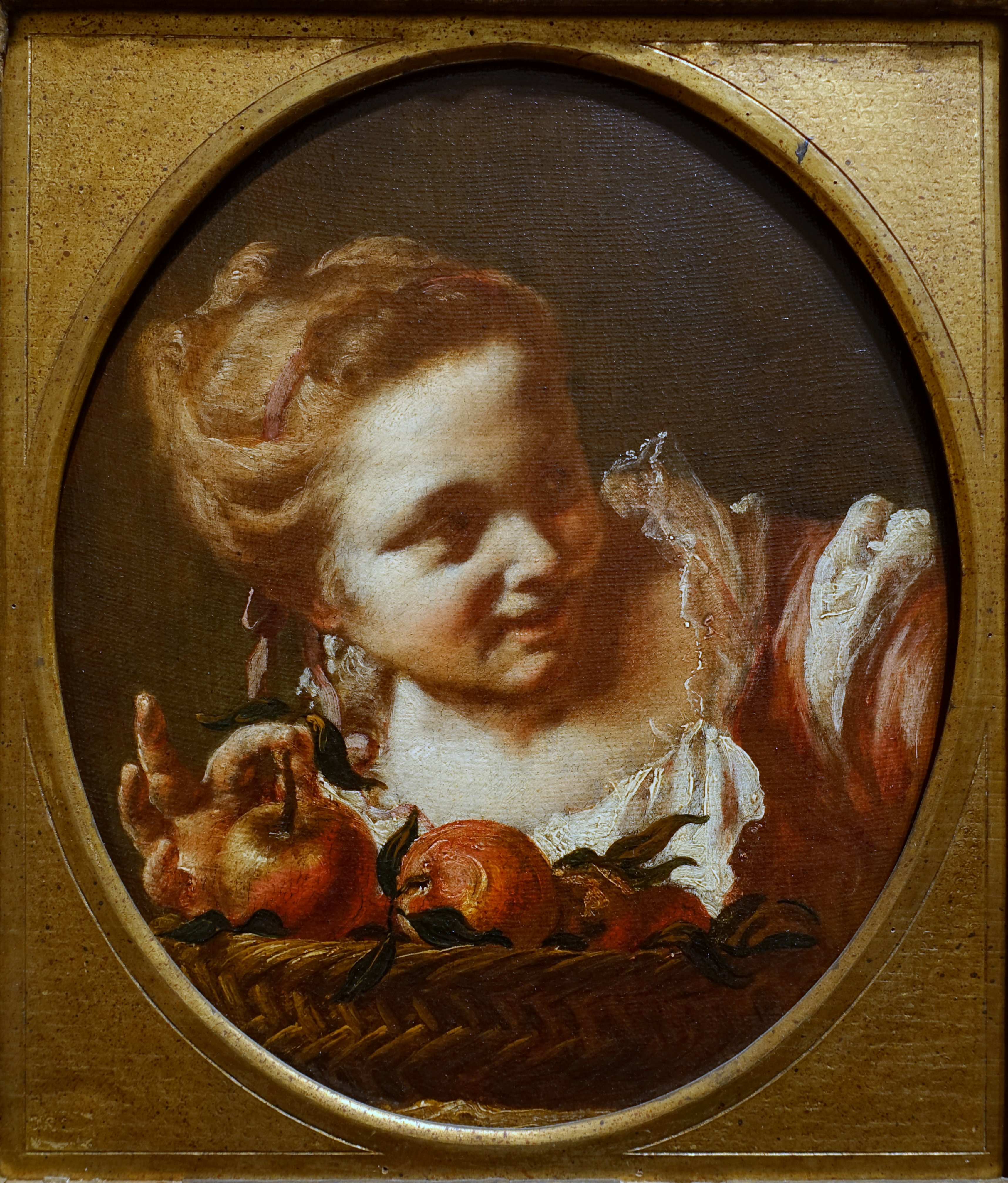
Mädchen mit einem Korb Äpfel, 1740er, Öl auf Leinwand, 34,29 cm × 28,58 cm, Blanton Museum of Art, Austin (Texas)
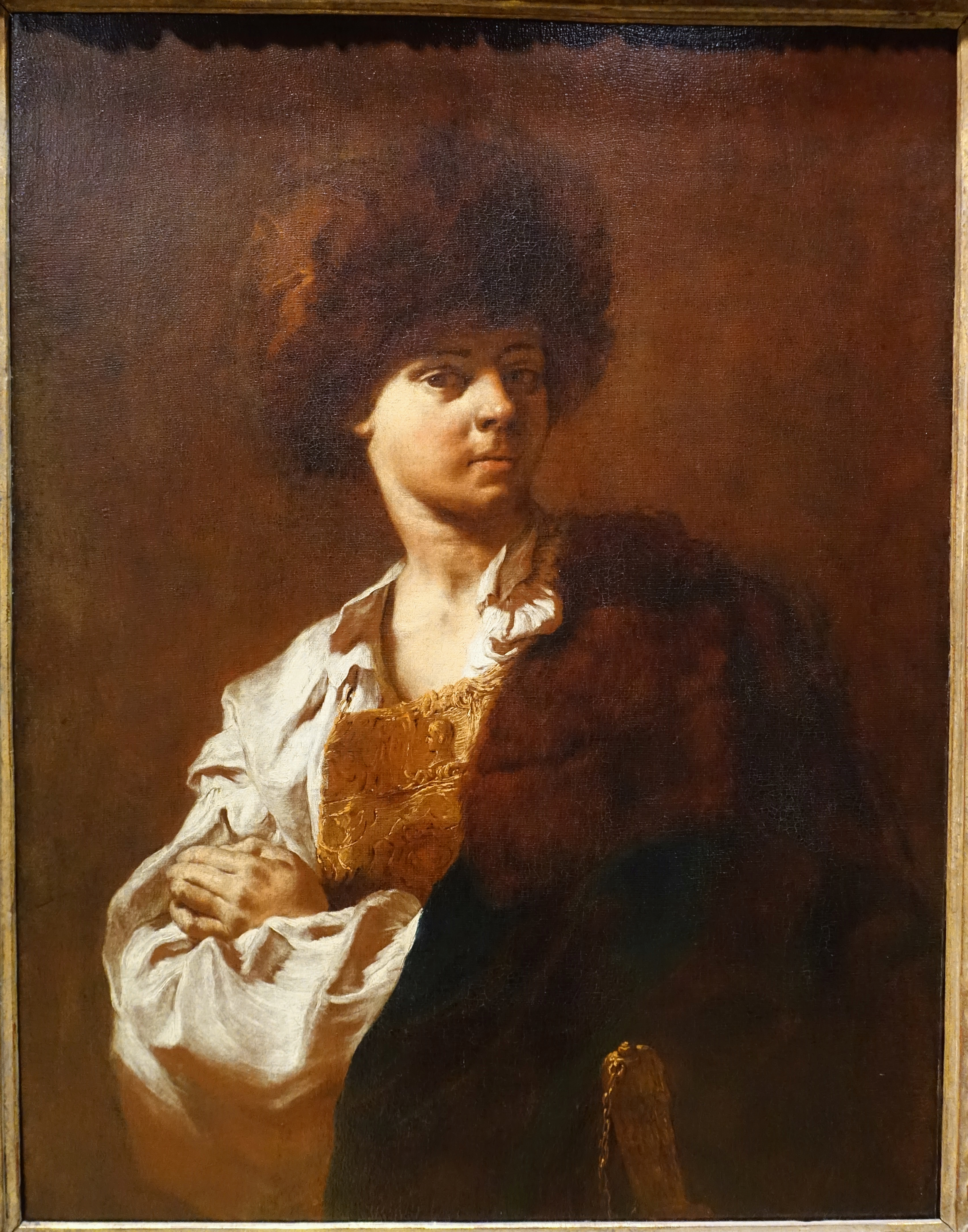
Porträt von Giacomo mit Pelzmütze, 1745, Öl auf Leinwand, 82,6 × 63,2 cm, University of Arizona Museum of Art, Tucson (AZ)

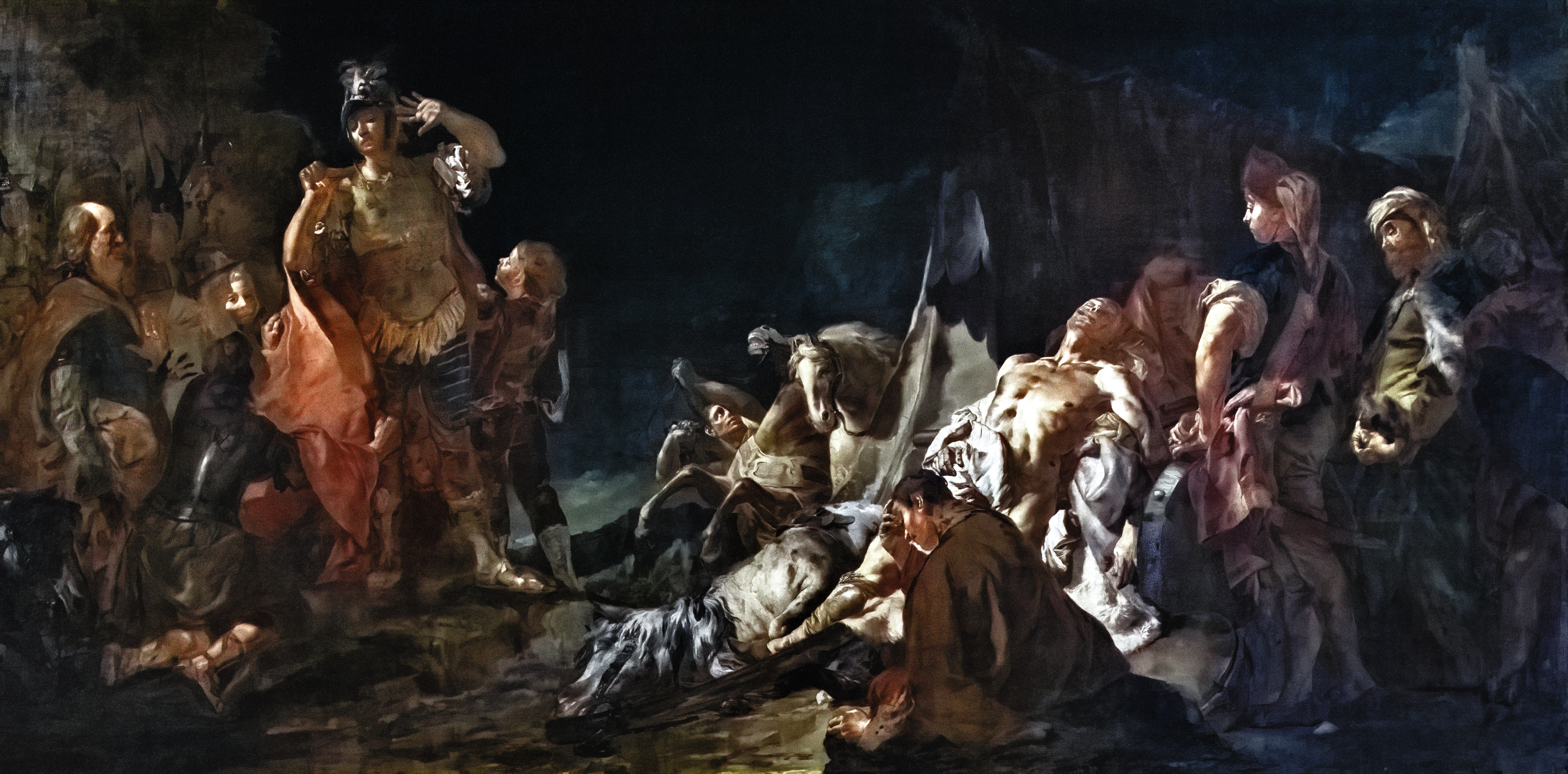
Alexander vor dem Leichnam des Darius, 1746, Öl auf Leinwand, 240 × 480 cm, Ca’ Rezzonico (Museo del Settecento Veneziano), Venedig

## Werke (Auswahl)
- Der Tod des Abel, um 1710 (?), Privatbesitz
- Der gute Samariter, um 1710 (?), Privatbesitz
- Madonna mit Kind und Schutzengel, 1718–19, (ursprl. für die Scuola dell’Angelo Custode, Venedig) Fragment heute im Institute of Arts, Detroit
- Susanna und die Alten, 1710er Jahre (?), Uffizien, Florenz
- Porträt der Giulia Lama, ca. 1715–20, Museo Thyssen-Bornemisza, Madrid
- Gastmahl in Emmaus, ca. 1710–25 (?), Musei Civici, Padua
- 2 Ovale: Schlafendes Bauernmädchen und Schafhirte, 1720–22, Residenzgalerie Salzburg
- Bäuerin, die sich kratzt, 1720–25, Museum of Fine Arts, Boston
- Der heilige Jakobus d.Ä. wird zur Marter geführt, 1722–24, San Stae, Venedig
- Der hl. Filippo Neri im Gebet, um 1725, Pinacoteca di Brera, Mailand (andere Versionen, u. a. in: Schwedisches Nationalmuseum, Stockholm)
- Die Madonna erscheint dem hl. Filippo Neri, 1726, Santa Maria della Fava, Venedig
- Deckengemälde: Apotheose des hl. Dominikus, 1727, Öl auf Leinwand, Santi Giovanni e Paolo, Venedig
- Der Schutzengel mit den Hl. Antonius von Padua und Gaetano Thiene, um 1729, San Vidal, Venedig
- Ekstase des hl. Franziskus, 1729, Öl auf Leinwand, (urspr. für die Chiesa dell’Araceli, Vicenza) Palazzo Chiericati, Vicenza
- Himmelfahrt Mariae, 1735, (urspr. für die Kirche des Teutonischen Ordens in Frankfurt-Sachsenhausen) Louvre, Paris
- Die Opferung Isaaks, um 1735, Gemäldegalerie Alte Meister, Dresden
- Die hl. Margarethe von Cortona, 1737, National Gallery of Art, Washington
- Die Heiligen Vinzenz Ferrer, Hyazinth und Ludovico Bertrando, 1737–38, Santa Maria del Rosario (genannt Chiesa dei Gesuati), Venedig
- Der hl. Christophorus mit dem Jesuskind, 1730–40, Metropolitan Museum, New York (weitere Versionen in anderen Museen)
- Rebecca am Brunnen, um 1740, Pinacoteca di Brera, Mailand
- Junger Bettler, Art Institute, Chicago
- Hirtenszene (Pastorale), um 1740, Art Institute of Chicago
- Die Wahrsagerin, um 1740, Accademia, Venedig
- Idylle am Strand (Ländlicher Spaziergang), 1741, Wallraf-Richartz-Museum, Köln
- Mädchen mit einem Korb Äpfel, 1740er (?), Blanton Museum of Art, Austin (Texas)
- Madonna mit Heiligen, 1739–44, Gemeindekirche von Meduno
- Madonna mit Heiligen, 1739–44, (urspr. für Sant’Andrea, Cortona) Kirche San Filippo, Cortona
- Enthauptung des Täufers, 1737–45, Basilica di Sant’Antonio, Padua
- Anbetung der Hirten, 1745, Klosterkirche Münsterschwarzach
- Porträt von Giacomo mit Pelzmütze, 1745, University of Arizona Museum of Art, Tucson (AZ)
- Alexander vor dem Leichnam des Darius, 1746, Ca’ Rezzonico (Museo del Settecento Veneziano), Venedig
- Mucius Scaevola, ca. 1746 (?), Ca’ Barbaro, Venedig
- Maria Immaculata, ca. 1746, (urspr. für die Kapuzinerkirche, Parma) Galleria nazionale, Parma
- Himmelfahrt Mariä, um 1746, Sankt-Jakobskirche, Zbraslav (bei Prag)
- Judith und Holofernes, um 1750 (?), Scuola dei Carmini, Venedig
- Opfer der Iphigenie, 1750, Pinacoteca civica, Cesena